# Desa Latsari (administrativ by i Indonesien, lat -6,79, long 111,69)
Desa Latsari är en administrativ by i Indonesien.   Den ligger i provinsen Jawa Timur, i den västra delen av landet, 500 km öster om huvudstaden Jakarta.